# Justus Tribbechov
Justus Tribbechov (* 1608 in Mölln; † 8. Juli 1674 in Lübeck) war ein deutscher Pädagoge und neulateinischer Dichter.

## Leben
Nach seinem Studium an der Universität Rostock war Tribbechov zunächst Rektor der Schule in seiner Heimatstadt Mölln. Auf Empfehlung von Johann Kirchmann erhielt er 1638 die Berufung an das Katharineum zu Lübeck.
Er war verheiratet mit Anna, geb. Helms, einer Tochter des  Hauptpastor der Lübecker Petrikirche und Seniors des Lübecker Geistlichen Ministeriums Adam Helms. Adam Tribbechov war ein Sohn des Paares, Johannes Tribbechow ein Enkel.
Neben Gratulations- und Trauerschriften, von denen die Gratulationsschrift zur Bürgermeisterwahl von Hermann von Dorne (1651) und Trauerschriften für Nikolaus Hunnius, Sebastian Meier und Menno Hanneken (den Jüngeren) erhalten sind, schrieb Tribbechov neulateinische Carmina heroica, die jeweils im Auditorium des Katharineums vorgetragen wurden.

## Werke
- Lessus quo pios manes ... viri Dn. Nicolai Hunnii ... defuncti prosequebatur. Lübeck 1643
- Carmen Heroicum de Salutifera Resurrectione Iesu Christi, Sospitatoris Nostri, eiusdemque Gloriosa Ascensione. 1649
- Carmen Heroicum de veteris & novae Pentecostes augustissimo die festo. 1650
- Epos Sygcharistikon Cum Palma Heroico Carmine In Honorem Magnifici ... Viri Dn. Hermanni a Dorne, Cum in Caesarea libera & Imperiali Lubeca Cos: designaretur, Anno M.DC.LI. 20. Ianuarii. Lübeck 1651 (Digitalisat)
- Carmen Heroicum De Jona Eiusdemque fato, cui brevi subiicitur, Qua ratione Jonas sepulti, & in vitam revocati Christi typus fuerit. Lübeck: Venator 1655 (Digitalisat)
- Memoriae & Honori ... Dn. Sebastiani Mejeri, Liberalium Artium M. & Scholae Lubec: Rectoris optime meriti, Anno 1694. 24. Febr. Nati, 1664. 12. Febr. Denati, Et 24. Febr. Humati Parentant. Lübeck 1664 (Digitalisat)
- Memoriae Doctissimi, Clarissimique Iuvenis Dn. M. Menonis Hannekenii, Sacro sanctae Theol. Studiosi industrii, & paternarum virtutum feliciss. aemuli dum vivebat. Lübeck 1673 (Digitalisat)